# Język lubu
Język lubu – język austronezyjski używany w prowincji Sumatra Północna w Indonezji, przez członków ludu Lubu. Według danych z 1981 roku posługuje się nim 30 tys. osób.
Należy do grupy języków malajskich, według klasyfikacji Ethnologue stanowi część tzw. makrojęzyka malajskiego. Bywa również uznawany za dialekt języka malajskiego.
Jego użytkownicy znajdują się pod wpływem językowym Bataków.
Nazwa Lubu ma charakter pejoratywny.